# Museo de Ciencias (Venezuela)
El Museo de Ciencias es el museo nacional de historia natural de Venezuela. Está ubicado en la Plaza Los Museos de Caracas, Parroquia San Agustín. El acceso principal al museo se encuentra en el Parque Los Caobos en Bellas Artes, una zona conocida como el «circuito cultural» de la ciudad.
Cuenta con un patrimonio bajo su custodia de más de 150.000 piezas y ejemplares que conforman sus colecciones, entre los que destacan los animales taxidermizados, fósiles provenientes del yacimiento arqueológico y paleontológico Taima Taima (estado Falcón), una amplia variedad de piezas etnográficas venezolanas y africanas, entre muchos otros tesoros.
Ofrece al público que lo visita presentación de exposiciones en su edificio sede, además de diversos servicios como son asesorías, visitas guiadas, programación audiovisual, encuentros con especialistas, etc.

## Historia

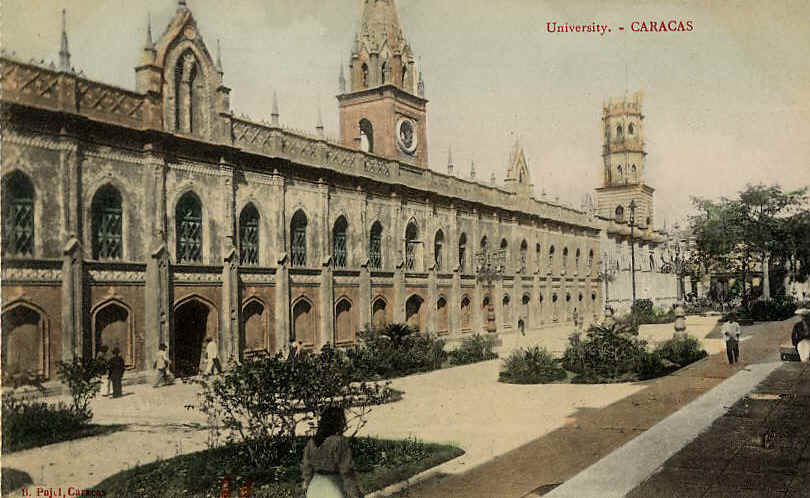
Antigua sede del Museo Nacional.

Los inicios del Museo de Ciencias se remontan al período guzmancista, cuando es decretada la creación del Museo Nacional e inaugurado el 28 de octubre de 1875.
La edificación de estilo neogótico proyectada y construida por el arquitecto Carlos Raúl Villanueva, se encontraba al lado de la renovada fachada del antiguo convento de San Francisco, sede entonces de la Universidad Central de Venezuela y hoy Palacio de las Academias. Para el cargo de director de la nueva institución fue designado el Dr. Gustavo Adolfo Ernst, sabio naturalista alemán; fundador, además, junto a Francisco de Paula Acosta, Agustín Aveledo y Arístides Rojas, entre otros, de la Sociedad de Ciencias Físicas y Naturales de Caracas en 1867; y posteriormente regente de la cátedra de Historia Natural, en la Universidad Central de Venezuela.
El Museo Nacional albergaba las secciones de Historia Natural e Historia Patria y contaba con material zoológico [donado en parte por el cazador y taxidermista alemán, residente en Puerto Cabello,  Emilio Simon], etnográfico, la colección mineralógica del Dr. José María Vargas, piezas arqueológicas, ejemplares paleontológicos, objetos de carácter histórico y una colección artística conformada en su mayoría por copias.
El 24 de julio de 1911 la parte de Historia Patria es separada con el nombre de Museo Bolivariano y el 24 de julio de 1917, por decreto presidencial es creado el Museo de Arqueología e Historia Natural. En 1930 por iniciativa del crítico de arte Enrique Planchart, se proyecta la construcción de los edificios Museo de Ciencias Naturales y Museo de Bellas Artes.
El arquitecto venezolano Carlos Raúl Villanueva diseñó estas obras y el 24 de julio de 1940 queda inaugurado el Museo de Ciencias Naturales, por el presidente de la república el general Eleazar López Contreras. Su primer director fue Walter Dupouy hasta 1948, luego J. M. Cruxent hasta 1962 y después fue designado el herpetólogo Abdem Ramón Lancini, quien ocupó el cargo hasta abril de 1991.
El 20 de diciembre de 1990, se procedió a constituir la Fundación Museo de Ciencias, que se encargaría de la guarda y custodia de los bienes del patrimonio cultural del vetusto inmueble y de las diez colecciones: antropología física, arqueología, etnografía (con la subcolección africana y afroamericana), herpetología, ictiología, invertebrados (artrópodos y moluscos), ornitología, teriología, paleontología y mineralogía. En 1995 una nueva directiva inició la recuperación de este museo. Entre ese año y el 2004 se realizaron los inventarios y registro de sus colecciones; se realizaron más de 30 exposiciones multimedia; y se hicieron convenios de cooperación con otros Museos de Venezuela y otros países; se construyó la RED con otros museos venezolanos se llegó a brindar servicios educativos a 48% de los institutos de educación de la capital, Caracas. El Museo de Ciencias es el Museo con mayor número de visitantes y usuarios del país, con un promedio anual de 870 mil usuarios.
Desde el año 2005 el Museo de Ciencias forma parte de la Fundación Museos Nacionales (FMN) ente adscrito al Ministerio del Poder Popular para la Cultura, desde donde se diseñan las políticas museológicas y museísticas del ministerio, junto con otros trece museos ubicados en Caracas y otras ciudades del país...…....

## El edificio sede
El edificio del Museo de Ciencias fue concebido por Carlos Raúl Villanueva. En su estilo, la obra corresponde a la etapa neoclasicista del arquitecto, apegada al canon académico de la École des Beaux Arts. Culminada en 1938 e inaugurada en 1940, la construcción está realizada en ladrillo y concreto armado, y sus muros y columnas revestidos en granito con polvo de mármol.
Ubicado en el borde Sur de la Plaza de los Museos que antecede a la entrada Oeste del Parque los Caobos de Caracas, el edificio de dos niveles de altura, posee un esquema compositivo estructurado por un conjunto de volúmenes que se organizan con base a un eje de simetría orientado radialmente respecto a la referida plaza de forma circular.
El primer volumen lo constituyen las salas de exposición que en forma anular (salas 1 y 2 en PB y salas 5 y 6 en PA), a ambos lados de este eje en los dos niveles y con su frente a base de galerías con columnatas, ayudan a conformar la geometría de la plaza. Al extremo de estas salas se encuentran las salas Audiovisual y de Lectura respectivamente, cada una con acceso independiente por la planta baja.
En el acceso del edificio se localiza el hall central de doble altura iluminado originalmente por un lucernario cenital.

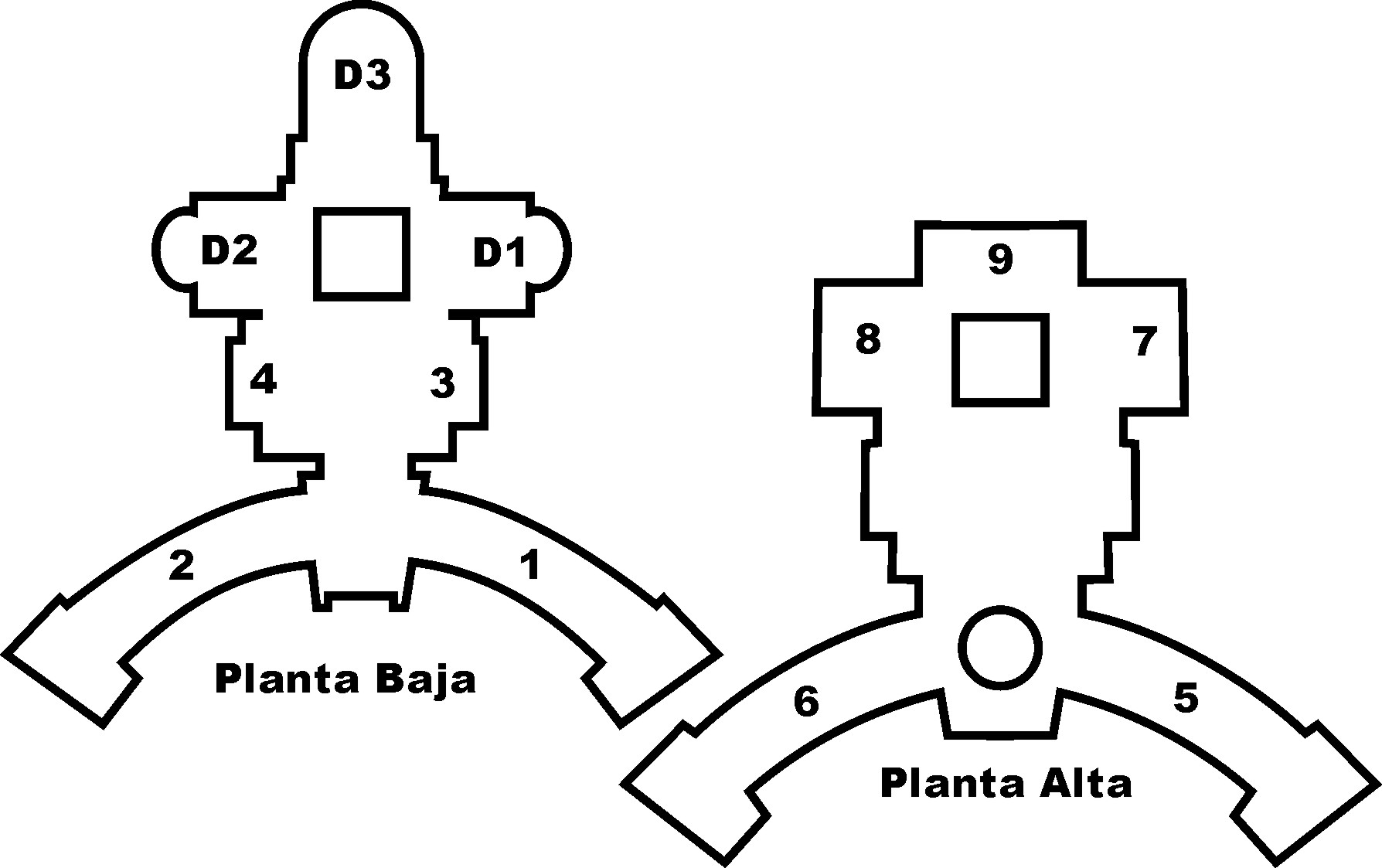
Plano de planta del Museo de Ciencias

Siguiendo el referido eje luego de las dobles escaleras, siempre en pares simétricos a ambos lados de un amplio pasillo central, se estructuran las otras salas de forma ortogonal volumétricamente independizadas (salas 3 y 4, D1 y D2 en PB; salas 7 y 8 en PA), finalizando esta secuencia en un patio de planta cuadrada que permite iluminar y ventilar naturalmente los espacios de circulación del edificio.
En una segunda etapa de su construcción, hacia 1950 se le anexa en el remate de este eje compositivo, un volumen semicircular de doble altura que alberga el diorama principal (sala D3 en PB).
Rodeado por un frondoso jardín, que es una continuación del parque Los Caobos, el Museo posee un edificio anexo de tres niveles donde se ubican la mayor parte de las dependencias de servicio: Investigación, Museografía, Administración, Educación, Asuntos Públicos, Infraestructura y Centro de Documentación. Este anexo en un principio acogió las colecciones de la institución que luego fueron localizadas en un inmueble de cinco pisos adquirido en la Av. Presidente Medina denominado Centro Adolf Ernst. Sede esta en la que junto al almacenamiento y resguardo de las colecciones se realizan labores de conservación preventiva.

## Colecciones

### Antropología física
Testimonios sobre la vida y la muerte
Sus inicios se remontan a la constitución del antiguo Museo Nacional y a una donación inicial, se trataba de una tsantsa o cabeza reducida cedida por el escritor Arístides Rojas, en el año de 1879. Posteriormente, se fueron incorporando diferentes muestras de restos óseos humanos, generadas por la incipiente actividad de investigación desarrollada en el Museo de Ciencias y por la tesonera labor de destacados pioneros de la Antropología en Venezuela, entre ellos los médicos Rafael Requena y Antonio Requena; los profesores José María Cruxent, Walter Dupouy y la Dra. Adelaida de Díaz Ungría.
Los fondos de colección constan de 45.839 ejemplares; donde encontraremos diferentes tipos de huesos craneales y postcraneales, este último término utilizado por los especialistas para identificar, entre otros, a restos como costillas, vértebras y huesos largos. Hasta un conjunto de cabezas reducidas, elaboradas con tejido humano y/o animal por los indígenas Shuar/Achuar del Ecuador y Perú; cuerpos humanos preservados por momificación natural y artificial (momias); vasijas asociadas a prácticas funerarias de enterramiento secundario; y material de referencia, el cual incluye además de huesos, réplicas o vaciados en yeso de cráneos y mandíbulas de homínidos y primates.
En cuanto a los cráneos, son 114 ejemplares y corresponden a los pobladores prehispánicos de Venezuela. De este conjunto, destacamos la serie de 36 cráneos con evidencias de deformación intencional, es decir, alteraciones morfológicas del cráneo inducidas por prácticas culturales, al parecer, una actividad común entre los antiguos aborígenes de la región central, actuales estados Aragua y Carabobo.
De igual forma son notorios 41 restos óseos humanos con evidencias de enfermedades que padecen las personas en vida, como una mandíbula con pérdida total en vida de la dentición y consecuente regeneración de los alvéolos y oxicefalia, una patología del cráneo generada por el cierre temprano de las suturas craneales. Así mismo, tenemos evidencias de anomalías registradas en el tejido óseo, como un cráneo con sutura metópica, la cual trata de la persistencia de esta sutura en el hueso frontal, cuando desaparece u oblitera a los 2 o 3 años de edad.

### Arqueología
Testimonios del poblamiento prehispánico de Venezuela y Sudamérica. Vestigios de otras culturas, latitudes y períodos
Esta colección representa, de alguna manera, la diversidad cultural de las poblaciones pretéritas de Venezuela y de otras naciones, como Perú, Colombia, Dinamarca, entre otros. Su origen se remonta a más de un siglo, cuando es fundado el antiguo Museo Nacional en el año 1871.
En ella se encuentra una muestra de los materiales arqueológicos excavados y colectados por investigadores de la talla de Josep María Cruxent, Julio César Salas, Rafael Requena, Cornelius Osgood, George Howard, Adelaida de Díaz Ungría, Miklos Szabadics Roka, y otros; quienes impulsaron la actividad arqueológica en Venezuela. También se encuentran algunos de los objetos donados por Adolfo Ernst, quien fuera fundador y director del Museo Nacional.
Está conformada por un total de 67.396 piezas, clasificadas inicialmente por su estado de integridad en piezas completas o parciales (4.995) y tiestos (62.401); a su vez, agrupadas en 27 subcolecciones, las cuales se establecieron bajo diversos criterios, como el nombre del colector, por ejemplo Oramas, Armand, Ampueda; otras por la localidad o yacimiento (Jurijurebo, El Jobo, La Pica) o área geográfica (Región Central, Andina o “Extranjera”) e incluso por clasificación arqueológica (estilo Arauquín o solo serie Barrancoide, entre otros).
Su importancia radica en considerarse un valioso patrimonio de todos los venezolanos, que nos permite aproximarnos a la estética, religiosidad y vida cotidiana de las antiguas comunidades del país. Aquellas elaboraban múltiples objetos y artefactos con la diversidad de recursos que les proporcionaba la naturaleza; es por ello que encontramos piezas realizadas en piedra, concha y por supuesto arcilla. Así mismo, tiene en sus fondos de colección otros materiales, como algunos textiles de procedencia peruana.
Resaltamos la presencia de figuras antropomorfas, vasijas trípodes y placas aladas de la Región Andina (estados Mérida y Trujillo). En cuanto a la cuenca del Lago de Tacarigua o Valencia (estados Aragua y Carabobo) tenemos las conocidas “Venus de Tacarigua”, collares y vasijas funerarias. Así como diversas piezas provenientes de otros estados, entre los que mencionaremos: Monagas (con El Saladero y Barrancas) Falcón, Apure, Lara, Vargas, Distrito Capital y Miranda, entre otros.

### Etnografía
Testimonios de la sociodiversidad de Venezuela y África
Sin temor a equivocarnos podemos considerarla como la colección de mayor antigüedad sobre etnografía de Venezuela. Su inicio oficial se remonta a 1875, con las primeras descripciones de Gustavo Adolfo Ernst y aún más, encontramos algunos antecedentes, en los “tientos etnográficos” de la Sociedad de Ciencias Físicas y Naturales de Caracas. En cuanto a los objetos o piezas de origen africano o afrodescendiente, fue iniciada en el año de 1954, a propósito de la donación de 350 piezas del Congo Belga realizada por el rey Leopoldo III de Bélgica. Al parecer, pertenecientes a la otrora colección personal de su majestad.
Los fondos de colección tienen un volumen constituido por 3.034 números de registro; de este volumen mayor, con 2.491 números para Venezuela, se desagregaron 8 familias etnolingüísticas: Kariban (Caribe); Yanomaman; Maipurean (Arawak); Salivan; Wahivoan. Seguido de material etnográfico de origen Pumé (31 objetos); Warao (24 objetos); Hoti o Jodi (20 objetos); Barí (15 objetos); Puinave (10 objetos) y dos identificados como pertenecientes a los Wirö (Maco o Mako).
De los 543 números de inventario restantes, pertenecen en parte al caleidoscopio cultural africano, y principalmente del África Central y del Este, como Ruanda y Burundi. Visto desde el punto de vista etnolingüístico, corresponden a grupos de lengua Bantú, como: Kongo; Kuba (Bushongo); Teke; Suku; Bena Lulua; Songe y Luba, entre otros.
Este inestimable patrimonio de la sociodiversidad permite exhibir a través de su materialidad, la diversidad cultural y un universo de objetos, técnicas, materias primas y sistemas simbólicos. Sus fondos cubren una gama de artefactos de cestería, adornos plumarios, cerámica, textiles, herramientas y utensilios, armas, instrumentos musicales, indumentaria; que logran plasmar, de alguna manera, el modo de vida de ambos continentes y su visión del mundo natural y social.

### Herpetología
La mayor muestra zoológica del museo
Esta colección está conformada por más de 1400 anfibios (sapos y ranas) y más de 9500 reptiles (caimanes, lagartos, culebras, tortugas y morrocoyes) provenientes de diversas regiones del país. Las entidades federales mejor representadas son Sucre (37,67%); Miranda (26,07%); Distrito Capital (24,62%) y Táchira (11,52%). La colección fue iniciada a mediados del siglo pasado y cuenta con 8 holotipos (ejemplares utilizados en la descripción de nuevas especies). Es la colección zoológica de mayor volumen del Museo de Ciencias, y una de las colecciones nacionales con ejemplares de casi todo el territorio. Solo en el grupo de los reptiles, se encuentran ejemplares de los tres órdenes vivientes: ocho familias de serpientes y casi todas las familias de los otros dos órdenes citados para Venezuela, es decir el 96,15 %. En lo que se refiere a los anfibios, la colección alberga el 78,57% de las familias descritas para el país.
Entre los años 1955 y 1960 se desempeñaron como conservadores de la colección Agustín Fernández-Yépez y Janis A. Roze; y a partir del año de 1962, el herpetólogo Abdem Ramón Lancini, quien además asumió el cargo de director del museo hasta el año 1991. Varios colectores y conservadores contribuyeron a la conformación de lo que hoy en día es la colección: María José Prederio, Pedro Delgado, Ramón Ampueda, Pedro Ricardi, Luis Duque e Isaías Rodríguez, este último era un indígena ye´kuana que fungía como baquiano en las expediciones. El último conservador fue Luis Fernando Navarrete, quien se inició con Lancini a los 13 años de edad. Posteriormente fue curador de la misma colección hasta el año 2001.

### Ictiología
Muestra de la ictiofauna continental y marina de Venezuela
Constituyen esta colección alrededor de 1800 peces de agua dulce y marinos, provenientes principalmente de los estados Amazonas, Guárico y Miranda. La mayoría de los ejemplares pertenecientes a esta colección fueron colectados entre los años 1937 y 1969; y en zonas geográficas del país donde las poblaciones de peces de agua dulce se encuentran reducidas, desaparecidas o extintas, en la actualidad, a consecuencia de los impactos generados por la actividad humana; como es el caso de la ictiofauna del río Tuy, y muy específicamente de los ríos tributarios Guarenas, Caucagua y Guaire.
Otro caso, no menos importante que el antes descrito y también con valor histórico y científico, corresponde a la expedición binacional denominada Expedición Franco-Venezolana, realizada en el año de 1951 para llegar a las cabeceras del río Orinoco. En nuestra colección tenemos registrados nueve números de catálogo con ejemplares procedentes de los ríos Cunucunuma, Ugueto, Alto Ventuari, Raudal de Guaharibos y afluentes del salto de La Esmeralda (Estado Amazonas); siendo colectados por el médico Luis Manuel Carbonell y el indígena yekuana Isaías Rodríguez, miembros ambos de la mencionada expedición. Hay que mencionar además, que Isaías Rodríguez continuó las labores de colecta, para el Museo de Ciencias, en el estado Amazonas durante largo tiempo.
Además de los colectores nombrados anteriormente, debemos señalar a otros investigadores que contribuyeron a incrementar nuestra colección, como son Agustín Fernández-Yépez, Edgardo Mondolfi, Josep Maria Cruxent, Octavio Arleo, F. F. Bond y Claudio Ciferri.

### ArtrópodosyMoluscos
Los animales sin columna vertebral
La colección está conformada por 14.782 ejemplares y se divide en cuatro grandes subcolecciones: los artrópodos que incluye a los insectos (10.107 ejemplares entre los que cuentan mariposas, saltamontes, libélulas, escarabajos, entre otros), arácnidos (1.470 ejemplares, distribuidos en arañas, escorpiones, opiliones, garrapatas y otros) y miriápodos (184 entre ciempiés y congorochos); y el grupo de los moluscos, con más de 3.000 ejemplares.
La gran mayoría de los insectos fueron colectados entre 1920 y 1968. El orden mejor representado es el de los Lepidoptera (mariposas) y data de 1943. La mayoría de los ejemplares provienen de diversas zonas de Caracas, aunque se encuentran muestras de las cabeceras del río Orinoco y otras regiones del país. Entre los colectores más importantes se encuentran G. Vivas Berthier, René Lichy, Francisco Kaletta Donbrosky y Pablo Anduze, conservador de esta colección al igual que Janis Racenis, Francisco Fernández-Yépez y Arnaldo Ron Pedrique.
La subcolección de arácnidos cuenta con casi 1500 ejemplares. La mayoría de los ellos provienen de Caracas y fueron colectados entre 1944 y 1978, principalmente por Manuel González-Sponga, Ramón Ampueda y Abdem Ramón Lancini.
Los moluscos están representados por conchas de la clase Bivalva (ostras, mejillones, almejas, pepitonas y otros) y de la clase Gastropoda (caracoles). En su gran mayoría, los ejemplares provienen de las costas venezolanas, principalmente de los estados Falcón y Sucre y fueron colectados, entre 1937 y 1965, por Mayeul Grisol, G. Vivas Berthier, Oliver Macsotay, los hermanos Fernández-Yépez y A.. R. Lancini.

### Ornitología
Una muestra de las aves del Neotrópico
La colección de aves cuenta con 4752 ejemplares, la mayoría de ellos provenientes de diversas regiones del país, aunque se encuentran algunos ejemplares exóticos. La colección se remonta a 1875, con la actividad desplegada por Gustavo Adolfo Ernst; y las primeras publicaciones en 1884, la clasificación de las aves exhibidas en la “Exposición Nacional de Venezuela” (1883) y el “Catálogo de las aves del Museo Nacional” en la Revista Científica de la Universidad Central de Venezuela (1887).
A partir de 1940 comienza una nueva etapa, con la inauguración de la sede de Los Caobos y la conformación de la actual colección. En esta etapa contribuyeron colectores y conservadores: Walter Dupouy, Isaías Rodríguez, Ramón Ampueda, Luis Duque, R. Urbano, E. Correa, Ramón Aveledo Hostos, John Smith, Octavio Arleo, Alberto Fernández -Yépez, Enrique Riera, William H. Phelps Jr. y Tito Ávila.
En la colección están representados 19 de los 20 órdenes existentes en Venezuela; así como 268 géneros de los 589 reportados y aproximadamente 600 especies de las 1311 registradas en Una Guía para las Aves de Venezuela de William H. Phelps Jr y Meyer de Schauense. Entre algunos de los ejemplares importantes tenemos las especies catalogadas como “amenazadas de extinción”: el paují copete de piedra (Pauxi pauxi) y la cotorra margariteña (Amazona barbadensis); así como la guacamaya verde (Ara militaris), cuya población se encuentra bajo riesgo.

### Paleontología
Vestigios de los procesos geológicos del planeta Tierra y Sudamérica
Se inicia por el año de 1874, cuando G. Adolfo Ernst recibe en calidad de donación un molar de mastodonte, la cual formaba parte de la colección de fósiles perteneciente al Dr. José María Vargas. Con el transcurrir del tiempo se fue incrementando en cantidad y variedad, con la incorporación de otros materiales del antiguo Museo Nacional o provenientes del Estado Lara, como los restos de megaterio colectados por George Gaylord Simpson y el Hermano salesiano Nectario María en el año de 1939. Los restos de un megaterio descubierto en El Valle por el año de 1954, excavado por Erimar Von der Osten y Dionisio Zozaya; ejemplares de la conocida localidad de Rancho La Brea (California, EE. UU.), entre estos el tigre dientes de sable, y de la región fosilífera de Urumaco, al noroeste del estado Falcón, producto de la expedición científica del Dr. Bryan Patterson realizada en el año de 1972.
La colección de vertebrados fósiles (mamíferos, reptiles y peces en su mayoría) tiene un volumen aproximado a los ocho mil fósiles. En algunos casos se trata de huesos completos y material diagnóstico; donde se resalta la presencia de los holotipos de varias especies extintas. En cuanto a los invertebrados fósiles, fundamentalmente moluscos, su número no excede a los cuatro mil; encontrando, por ejemplo, desde ejemplares completos hasta fragmentos y moldes internos de la concha. La colección de rocas y minerales alberga a una gran parte de la colección del Dr. José María Vargas y del antiguo Servicio de Geología, adscrito al Ministerio de Fomento y donado por el geólogo Víctor López.

### Teriología
Testimonios de la fauna venezolana y africana
Esta colección está integrada por casi 3000 muestras de pieles, cráneos y vísceras procedentes de distintas localidades del país y algunas de donaciones del extranjero. De las 46 familias reportadas para Venezuela, 32 están representadas. La colección se forma a partir de la década de los cuarenta (siglo XX); con el trabajo de colecta de Edgardo Mondolfi, J. M. Cruxent, F. Briceño, Isaías Rodríguez, Octavio Arleo, Francisco Benedetti, José Luis Méndez Arocha, Luis Duque y Tomás Blohn. Siendo una de las pocas colecciones nacionales que tiene ejemplares en montaje artístico y el mayor número de ejemplares exóticos, especialmente africanos.
Cuenta con ejemplares de especies descritas bajo la condición de “peligro de extinción”, como el cuspón, el mono araña común, el oso frontino u oso de anteojos y la nutria o perro de agua. Algunos ejemplares de las especies “vulnerables a la extinción”, como el oso palmero u hormiguero, el mono capuchino del Orinoco o mono barbudo, el mono chucuto, el perrito de agua o también llamado nutria del norte del Orinoco; algunos felinos del neotrópico como el cunaguaro, el tigrillo y el jaguar, y al ungulado más grande de Sudamérica, el danto o tapir. Así mismo, están representados otros mamíferos que se encuentran en “condición de amenaza”: el perrito de agua o rabipelado de agua, la nutria del Sur del Orinoco y un conejo montañero local, descrito como conejo de Caracas.

## Centro de Documentación y Sala de Lectura
El Centro de Documentación está constituido por un área de depósito, un área de consulta para investigadores y una Sala de Lectura para el público infantil y general. Sus objetivos son: contribuir a la divulgación y la popularización de la ciencia; cubrir los requerimientos de los usuarios en términos de información científica; brindar información científica actualizada; propiciar y disfrutar el carácter lúdico de las ciencias y proveer mayor información sobre los conceptos y temas de las exposiciones del Museo.
Los seis diferentes fondos que conforman este servicio de información especializada, responden al perfil de acción de la institución, abarcando los temas de biodiversidad, modelos de desarrollo e identidades culturales.
- Fondo Bibliográfico: lo integran libros, obras de referencia, catálogos, folletos y publicaciones periódicas científicas. Este fondo acoge una sección de libros raros, cuyas datas vienen desde fines del siglo XIX, a la biblioteca personal de Arístides Bastidas y a la colección del Dr. James Edward Scott sobre temas de África y afrodescendientes.
- Fondo Hemerográfico: compuesto por artículos de prensa sobre temas de África y afrodescendientes.
- Fondo Audiovisual: contiene casetes, discos de acetato de música étnica y tradicional africana y venezolana, otros ritmos latinoamericanos y jazz; CD-rom, cintas de VHS, Betacam, Betamax, U-matic, HI-8 y Dat.
- Fondo Documental: conformado por manuscritos del siglo XIX de Gustavo Adolfo Ernst y José María Vargas, entre otros, por expedientes de las distintas gestiones del Museo de Ciencias sucedidas a lo largo del siglo XX, y por documentos conceptuales de las exposiciones.
- Fondo Fotográfico: cuenta con imágenes de expediciones científicas, exposiciones y eventos, y de piezas y ejemplares de las colecciones zoológicas y antropológicas, en positivos, negativos y transparencias, fechadas a partir de 1940. A este acervo corresponde una sección de equipos fotográficos.
- Fondo de Obras Planas: constituido por afiches, mapas, planos y obras gráficas.

El Centro de Documentación presta servicio a público en general, y especialmente a investigadores, tesistas y estudiantes universitarios. En esta instancia se realiza el préstamo interinstitucional, interbibliotecario y circulante, para el personal del museo y los usuarios registrados en nuestra base de datos.
La Sala de Lectura creada en pro del impulso de la vocación científica y del desarrollo de las capacidades cognoscitivas y creativas de los estudiantes, como modelo innovador, ofrece servicios con recursos tradicionales y multimedia, como: una estantería abierta dotada con obras de referencia y libros de divulgación científica, visualización de videos y CD-rom, consola para escuchar música, sillas para la lectura en los jardines del museo, prensa diaria, club de ajedrez y origami, ludoteca científica, talleres y charlas, reproducción fotostática, digital e impresa, un Infocentro y un Infopunto.

## Exposiciones
A lo largo de los años han sido numerosas las exposiciones presentadas en los espacios del actual edificio sede del Museo de Ciencias. Los Dioramas Africanos fueron referencia para muchos visitantes, así como el de Aves de Venezuela. Entre las más recientes podemos nombrar algunas de ellas:
- Extinción, los animales amenazados
- Orinoco: un mundo ante nosotros
- De la selva a la Luna y más allá
- La ciencia contra la pared, el diseño tiene su ciencia
- Obras hidráulicas de la colonia
- Requiem para Dolly
- Juan Manuel Cajigal: cuando dos más dos son más que cuatro
- El mamut y sus parientes de Falcón
- Biodiversidad de Venezuela
- Energía y desarrollo
- Desastre ecológico
- Salón de innovadores I y II
- La piel del jaguar, tejiendo una visión del mundo
- Congelados, atrapados por la fotografía
- El retorno de los caimanes gigantes
- América: la diversidad en discusión
- Tiempo y espacio sagrados: Los valencioides
- Yo decido. Prevención del embarazo en adolescentes
- Idiomas indígenas de Venezuela
- Quienes somos
- «¡Habla Tierra! Venezuela, País Sísmico», creada por la Fundación Venezolana de Investigaciones Sismológicas (Funvisis).
- Electromagnetismo: 200 años de evolución en Telecomunicaciones, creada por el Ministerio del Poder Popular para Ciencia y Tecnología (Venezuela)
- Tiempos de Pandemia, creada por el Ministerio del Poder Popular para Ciencia y Tecnología (Venezuela)
- Color el conocimiento de lo invisible, en alianza con Fundación Telefónica
- Memorias de la vida: Registro Fósil
- El Petro en nuestra vidas, creada por Intevep
- Mundo Acuático
- Química para la vida, creada por el Centro Nacional de Tecnologías Químicas
- Humano Depredador
- Cuerpo Presente
- Videojuegos: los dos lados de la pantalla, en alianza con Fundación Telefónica